# Іоан Кукузель
Іван Кукузель (нар. бл. 1280, Діррахія — пом. бл. 1360, Афон) — візантійський композитор і музичний теоретик, за національністю болгарин.

## Біографія
Народився в Діррахії (нині Дурес, Албанія). Учився в Константинополі, був придворним співаком. Жив на горі Афон, в монастирі Святого Афанасія.
Розвинув мелодику візантійського церковного співу і удосконалив його позначення (запровадив так звані «кукузелеві невми»). Автор церковних піснеспівів, а також теоретичного трактату.